# 내셔널 레슬링 얼라이언스
내셔널 레슬링 얼라이언스(National Wrestling Alliance ), 이하 NWA는 1948년 발촉된 프로레슬링 단체들의 연맹으로 WWE, WCW, ECW, TNA가 모두 NWA를 거쳐가면서 성장해나갔다. WWE , WCW , ECW가 성장하기전에는 단순한 연맹을 넘어서 미국 프로레슬링 메이져단체였지만 현재는 인디단체로 전락한 상황이다. 2017년 연맹체제가 아닌 NWA 단독 체제로 변경된다.
국내에서는 1960년대 초반 김일과 루테즈의 경기가 방영되면서 미국 프로레슬링이 국내에 전파되었다.

## 소속단체

### 과거 소속단체
WWE, Pacific Northwest Wrestling , WCW, ECW, TNA, Continental Wrestling Federation, Southwest Championship Wrestling , WCCW , Ohio Valley Wrestling , Stu Hart’s Stampede Wrestling , NWA All-Star Wrestling , Universal Wrestling Allianc , Empresa Mexicana de la Lucha Libre (현 CMLL) , World Wrestling Council , International Wrestling Association , Japan Pro Wrestling Alliance, All Japan Pro Wrestling , New Japan Pro Wrestling , Universal Fighting Arts Organization , NWA Wildside, Championship Wrestling from Hollywood, Zero1 , NWA Anarchy , Inoki Genome Federation , NWA UK Hammerlock , All Star Promotions , New Japan Professional Wrestling 등의 단체들이 소속되어 있었으나, 2017년 빌리 코건이 NWA를 인수하면서 연맹체제를 폐지하였고, 산하단체에 귀속된 모든 타이틀을 폐지시킨다.

## 현재 TV 프로그램
- NWA 레슬링 쇼케이스: 2008년 1월부터 시작
- NWA 챔피언십 레슬링 from 헐리우드: 2009년 9월 17일부터 시작

## 자체 방송국 설립
2015년 7월에 WWE 네트워크, 신일본 월드, 글로벌 레슬링 네트워크와 마찬가지로 현재와 과거의 명경기 영상 등을 실시간으로 시청 가능한 인터넷 방송국 NWA 클래식스를 개국한다.

## 챔피언 목록

### 현재 챔피언
| NWA 월드 헤비웨이트 챔피언            | EC3                                         | 2023년 8월 27일  |
| NWA 월드 위민스 챔피언                | 켄지 페이지                                 | 2023년 8월 27일  |
| NWA 월드 텔레비전 챔피언              | 맥스 더 임페일러                            | 2024년 1월 13일  |
| NWA 월드 태그팀 챔피언                | 블런트 포스 트라우마 (카나지 & 데미지)      | 2023년 8월 26일  |
| NWA 유나이티드 스테이츠 태그팀 챔피언 | 이모탈스 (JR 크라토스 & 오딘슨)             | 2023년 10월 28일 |
| NWA 월드 위민스 태그팀 챔피언         | 프리티 엠파워드 (엘라 엔비 & 카일리 페이지) | 2023년 8월 27일  |
| NWA 내셔널 챔피언                     | 사일러스 메이슨                             | 2023년 8월 26일  |
| NWA 월드 주니어 헤비웨이트 챔피언     | 콜비 코리노                                 | 2023년 8월 26일  |

### 폐지된 챔피언 타이틀
| 타이틀                              | 마지막 챔피언      | 획득한 날짜    |
| ----------------------------------- | ------------------ | -------------- |
| NWA 노스 아메리칸 헤비웨이트 챔피언 | 무스탕 마이크 비들 | 2017년 4월 8일 |

## NWA 명예의 전당
NWA 명예의 전당(NWA Hall of Fame)은 NWA 주최로 2005년부터 개최된 행사이다.

### 역대 헌액자
- 루테즈 (알로이시우스 마틴 테즈) (2005년 헌액)
- 할리 레이스 (2005년 헌액)
- 샘 머치닉 (2005년 헌액)
- 짐 바넷 (2005년 헌액)
- 골딘 솔리 (2005년 헌액)
- 짐 코넷 (2005년 헌액)
- 랜스 러셀 (2006년 헌액)
- 도리 펑크 주니어 (2006년 헌액)
- 솔 웨잉거오프 (솔로몬 웨잉거오프) (2006년 헌액)
- 에디 그라함 (2006년 헌액)
- 레일라니 카이 (2006년 헌액)
- 릭키 모톤 (2006년 헌액)
- 로버트 깁슨 (루벤 케인) (2006년 헌액)
- 타미 리치 (토마스 리처드슨) (2008년 헌액)
- 디 아이언 쉬크 (후세인 바지리) (2008년 헌액)
- 데니스 콘드레이 (2008년 헌액)
- 바비 에아톤 (2008년 헌액)
- 지안 코시카 (2008년 헌액)
- 조 코시카 (2008년 헌액)
- 니키타 콜로프 (2008년 헌액)
- 릭 플레어 (리처드 모건 플레어) (2008년 헌액)
- 폴 온돌프 (2009년 헌액)
- 데니스 코랄루조 (2009년 헌액)
- 제리 제럿 (2009년 헌액)
- 밀 마스카라스 (2009년 헌액)
- 진 키니스키 (2009년 헌액)
- 툴리 블랜차드 (2009년 헌액)
- 테리 펑크 (2009년 헌액)
- 에드 츠먼 (2010년 헌액)
- 버디 로저스 (2010년 헌액)
- 대니 호지 (2010년 헌액)
- 댄 서번 (2010년 헌액)
- 신야 하시모토 (2010년 헌액)
- 잭 브리스코 (2010년 헌액)
- 닉 굴라스 (2010년 헌액)
- 디 오리지널 쉬크 (에드 파핫) (2010년 헌액)
- 진 앤더슨 (2010년 헌액)
- 라스 앤더슨 (2010년 헌액)
- 올래 앤더슨 (2010년 헌액)
- 알랜 애튼 (2011년 헌액)
- 빌 앱터 (2011년 헌액)
- 프레디 블라세이 (2011년 헌액)
- 더스티 로즈 (2011년 헌액)
- J. 발렌타인 (2011년 헌액)
- 진 리벨 (2011년 헌액)
- 와후 맥다니엘 (2011년 헌액)
- 팻 오'코너 (2011년 헌액)
- 리키도잔 (2011년 헌액)
- 안젤로 사볼디 (2011년 헌액)
- 수 그린 (2011년 헌액)
- 마이크 라벨레 (2011년 헌액)
- 폴 보에스치 (2012년 헌액)
- 존 톨로스 (2012년 헌액)
- 리키 스팀보트 (2012년 헌액)
- 미스터 레슬링 2세 (2012년 헌액)
- 패뷸러스 뮬라 (2012년 헌액)
- 주니 그레이블 (2012년 헌액)
- 미스티 블루 시메스 (2012년 헌액)
- 로드 워리어즈 (2012년 헌액)
- 리틀 비버 (2012년 헌액)
- 시어도어 롱 (2012년 헌액)
- 스펀트닉 몬로에 (2012년 헌액)
- 도리 펑크 시니어 (2013년 헌액)
- 살바도르 루써로스 (2013년 헌액)
- 레이 스티븐스 (2013년 헌액)
- 에르니 라드 (2013년 헌액)
- 보보 브라질 (2013년 헌액)
- 더 캉가루스(알 코스텔로 & 레이 헤퍼먼) (2013년 헌액)
- 옥스 베이커 (2014년 헌액)
- 캐빈 설리번 (2014년 헌액)
- JJ 딜런 (2014년 헌액)
- 자이언트 바바 (2014년 헌액)
- 폴 조지 (2014년 헌액)
- 밥 켈리 (2014년 헌액)
- 아담 피어스 (2015년 헌액)
- 레로이 맥귀릭 (2015년 헌액)
- 마이크 서시 (2015년 헌액)
- 짐 로스 (2016년 헌액)
- 랜 로시 (2016년 헌액)
- 개리 하트 (2016년 헌액)
- 래리 시몬 (2016년 헌액)
- 닉 보윙클 (2016년 헌액)
- 호세 로사리오 (2017년 헌액)
- 애버렛 마샬 (2017년 헌액)